# Chimera (mitologia)
La chimera (in greco antico: Χίμαιρα?, Chímaira) è un mostro leggendario nella mitologia greca, in quella romana e in quella etrusca formato con parti del corpo di animali diversi.

## Aspetto
Le descrizioni del mostro variano a seconda degli autori dell'epoca e spesso il morso del serpente era velenoso e posto sulla coda. Esiodo scrive che avesse testa e corpo di leone ma con una testa di capra sulla schiena ed una coda di serpente mentre Omero scrive che avesse il corpo di capra, coda di drago, testa di leone e che sputava fuoco dalle fauci.
(Iliade, VI, 180-184, trad. V. Monti)

## Genealogia
Secondo il mito greco fa parte della progenie di Tifone ed Echidna, insieme all'Idra di Lerna, Cerbero e Ortro. Secondo Esiodo fu Chimera a partorire la Sfinge ed il Leone di Nemea avuti dal fratello Ortro e progenie che secondo altri autori apparterrebbe a sua madre Echidna oppure ad altre madri.

## Origine del mito

### Autori Greci e Romani
Vari autori (Plinio il Vecchio, Servio Mario Onorato, Virgilio, Omero) parlano del luogo dove la chimera si trovava. Strabone riuscì a descrivere anche una montagna situata sulla costa della Licia e altri alti promontori che si trovano vicino a una città. In quel luogo esiste il Monte Chimera, situato nelle vicinanze di Adalia, che in passato era citato dagli stessi autori per i suoi fuochi perenni.

### Civiltà etrusca
Nella civiltà etrusca, la Chimera appare già nel periodo orientalizzante e che precede l'arte arcaica etrusca ed appare nelle pitture murali etrusche del IV secolo a.C.

### Antico Egitto
Una leonessa sputafuoco era una delle più antiche divinità solari e di guerra dell'antico Egitto ed era rappresentata già 3000 anni prima del periodo greco e le influenze sono possibili. La leonessa rappresentava la dea della guerra e protettrice di entrambe le culture che si sarebbero unite come Antico Egitto.

### Civiltà Neo-Ittita

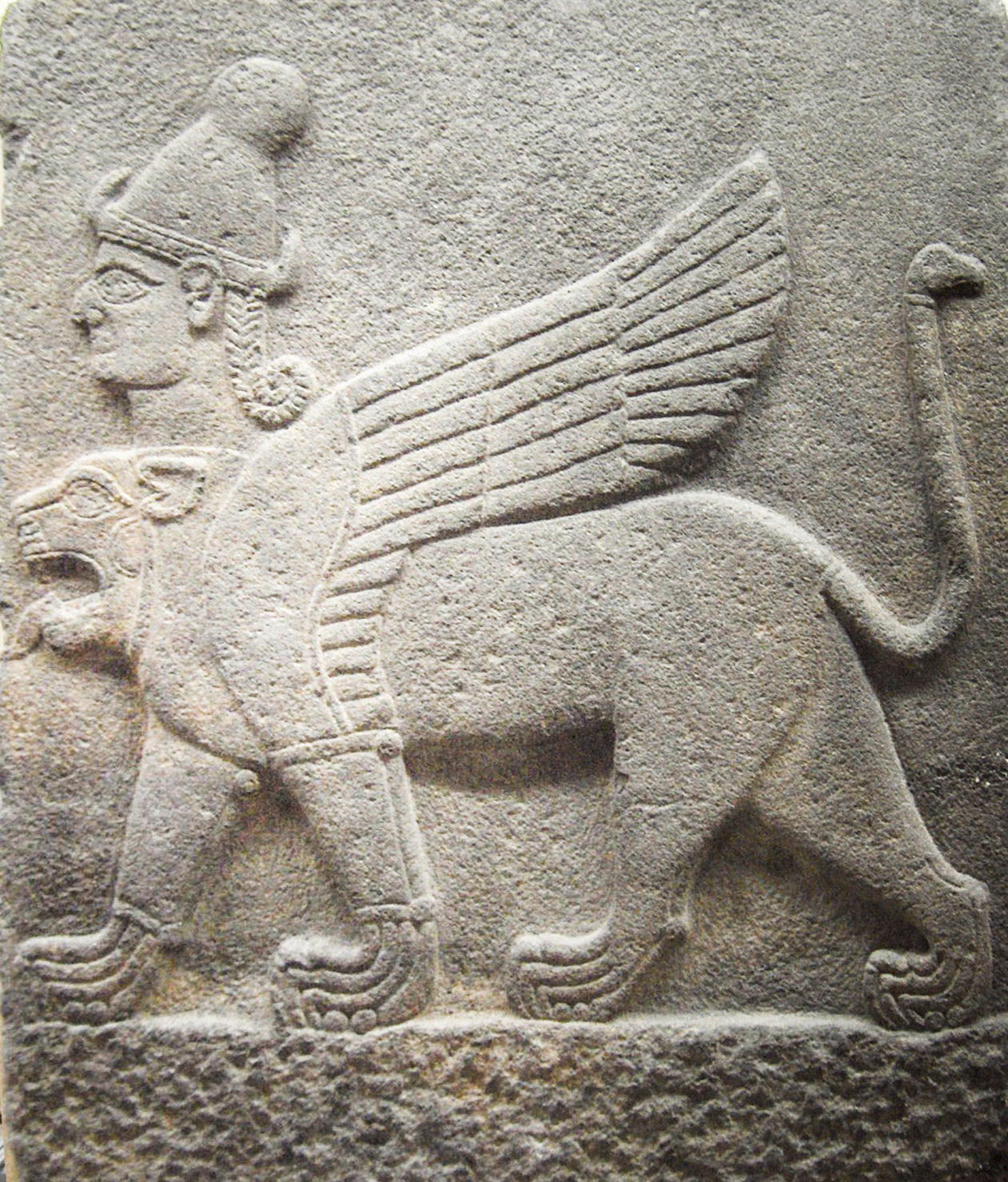
La Chimera neo-ittita di Karkemish, at the Museum of Anatolian Civilizations

La Chimera neo-ittita di Karkemish, datata tra l'850 e il 750 a.C. ed esposta nel Museum of Anatolian Civilizations è ritenuta una base per la leggenda greca. Si differenzia dalla versione greca in quanto la leonessa raffigurata ha anche una testa umana che sale dalle sue spalle ed è alata.

## Mitologia

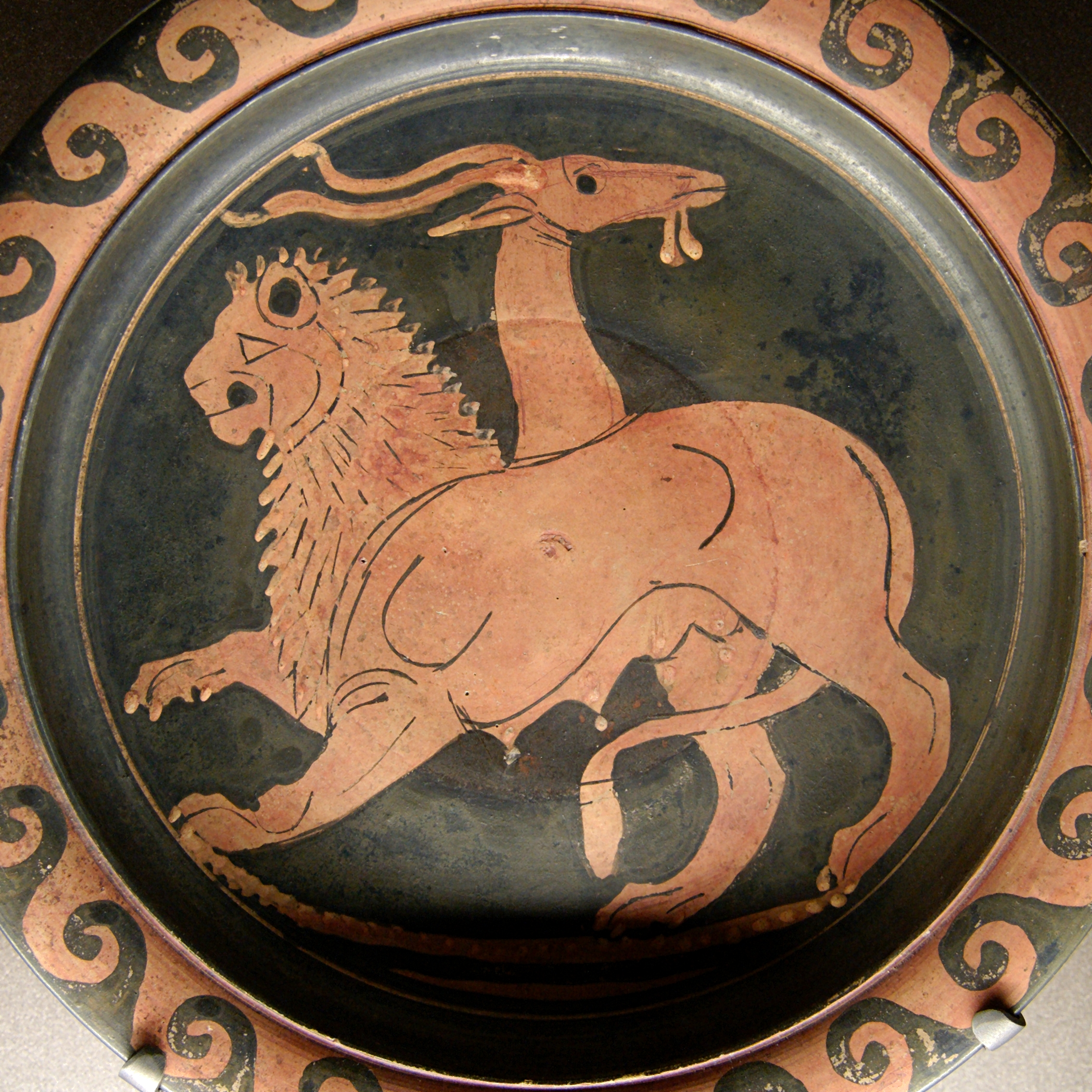
La Chimera, nell'interpretazione di un piatto apulo a figure rosse, ca. 350-340 a.C., Parigi, Musée du Louvre.

Chimera fu uccisa da Bellerofonte su ordine del re di Licia Iobate stanco delle scorrerie della bestia sul suo territorio. Bellerofonte aveva la punta della sua lancia fatta di piombo e quando la scagliò fra le fauci aperte del mostro il calore delle fiamme che le uscivano dalla bocca sciolse quel metallo soffocandola. Nell'Iliade Omero scrive anche che prima che Bellerofonte la uccidesse, la Chimera fu tenuta a bada dal licio Amisodaro, che in seguito divenne padre dei giovani eroi Atimnio e Maride. Secondo altre fonti postume all'Iliade, Chimera non è locata nella Licia, ma nell'Aspromonte.